# Sylvain Moraillon
 (janvier 2024).
Sylvain Moraillon, né le 11 avril 1972 à Mont-Saint-Aignan en France, est un parolier, compositeur, producteur, écrivain et scénariste français.

## Biographie
À vingt ans, il sollicite Daniel Lavoie et lui écrit Où la route mène. C'est son premier disque. Au Québec, la chanson se retrouve numéro un des hits radiophoniques pendant plusieurs semaines.
Fort de ce premier succès, il fait le nécessaire pour rencontrer Michel Fugain. Les deux chansons qui naissent de leur collaboration marquent un tournant dans la carrière de Michel Fugain : Le bal démasqué et Le petit vieux du square Saint-Lambert. Hélène Hazera, critique à Libération, compare l'écriture de cette dernière à Andersen et Zola (édition du 18/03/1995). Le nouvel album de Fugain, Plus ça va, est un disque d'or et offre au chanteur une tournée triomphale qui lance définitivement la carrière de son auteur.
Les choses s'enchaînent rapidement pour Sylvain Moraillon qui est alors demandé par Patrick Dupont (Ebène), Faudel (Petit être, Je n'ai que mon cœur, Entre elle et moi), Gérard Lenorman (On dirait la vie), Tanya Saint-Val (Dites-moi), Patricia Kaas (Ma blessure).
En 2005, il écrit et co-compose l'album Passeports pour la comédienne Fiona Gélin, dont il assure également la réalisation en tant que producteur exécutif. Il devient également scénariste pour la télévision en collaborant à Un gars, une fille et Caméra Café. Il s'oriente vers la scène en tant qu'ingénieur du son sur les concerts d'artistes comme Vincent Delerm, Bénabar, Hocus Pocus, Louis, Cyril Paulus, David Koven ou Olivia Ruiz.
En 2007, il crée sa première société de production, ainsi que son école de musique, Studio Jeunèse. L’aventure dure trois ans. Il produit notamment l’album de Ton Andréïs, L’ordre des choses, et fait découvrir au grand public le travail solo de Filip Nikolic, pour lequel il écrit, et dont le single, Qui prendra ta place ?, arrivera numéro un des ventes de téléchargement légal. Tout en développant  de nombreux programmes courts pour la télévision, il publie son premier roman, Crime pour l’Humanité, en 2009. Poursuivant sa carrière d'auteur-compositeur, il crée ensuite Nirvana Prod, en 2012, et se consacre parallèlement à l’écriture cinématographique.
Début 2014, profondément engagé dans la protection de l'enfance et devenu vice-président de l'association Violette Justice et de l'Adua, il publie son deuxième ouvrage, Le crime d'être père, aux éditions La boite à Pandore, qui rencontre un vif succès auprès du public et attire l'attention sur les graves dérives des affaires familiales et des services sociaux.
Il devient président de l'Adua et de la Ligue française des droits de l'enfant en 2017.
Après la sortie du single Diva, en featuring avec Pat Mastelotto, et de son premier album en tant qu'interprète, À mon image, il entame l'écriture de la collection Les Chroniques de Piaffeur en 2018 et publie coup sur coup Comment foutre sa vie en l'air en 10 leçons et Comment rater sa vie de couple en 10 leçons. En 2019, il publie son dernier ouvrage sur la protection de l'enfance, Halte aux placements d'enfants abusifs, aux éditions l'Harmattan, avant de mettre un terme définitif à son engagement politique et associatif.
Le 29 mai 2020, il sort son deuxième album solo intitulé Rien ne m'appartient, qui contient notamment sa propre reprise de Ma blessure, chanson qu'il a écrite pour Patricia Kaas sur l'album Sexe fort. L'opus accompagne la sortie de son nouveau livre, en juillet de la même année, Je voulais juste écrire des chansons, dans lequel il retrace son parcours depuis l'enfance tout en dévoilant sa démarche artistique.

## Discographie
- Tanya Saint Val (Mí, 1994) Dites-moi
- Michel Fugain (Plus ça va, 1995) Le petit vieux du square Saint-Lambert, Le bal démasqué
- Daniel Lavoie (Ici, 1995) Où la route mène
- Daniel Lavoie (Live au divan vert, 1997) Lisa
- Maxime Dupont,(single, 1998) Ébène
- Gérard Lenorman (La raison de l'autre, 2000) On dirait la vie
- Faudel (Un autre soleil, 2003) Je n'ai que mon cœur, Petit être, Entre elle et moi
- Patricia Kaas (Sexe fort, 2004) Ma blessure
- Bled (single) La beauté du geste
- Marie-Pier Perreault (Où la route mène, 2007) Où la route mène
- Double je (single, 2008) Vous ne tuerez pas l'amour
- Fiona Gélin (Passeport, 2009) Recommencer, On devrait quelquefois, Passeport, Si c'était moi, Mon chef-d'œuvre, Au fond du couloir, L'un et l'autre, Mes absents, En paix, Si le temps, L'insomnie du plaisir
- Thomas Clément (Au delà de tout, 2009) Lady, Vous ne tuerez pas l'amour, Je vis dans l'espace, Il y a peut-être
- Filip Nikolic (Tim, 2009) L'instant du désir, L'ange est là, Qui prendra ta place ?
- Yacine Azeggagh (Rosé Noche, 2010) Rouge Marrakesh
- Ton Andréis, L'ordre des choses, 2011
- Daniel Lavoie (J'écoute la radio, 2011) Où la route mène
- Diva (featuring Pat Mastelotto & Greg Tanoose), 2016 (Austound Music)
- À mon image (Ascot Music - 2016)
- Rien ne m'appartient (Nirvana Prod, 2020)
- Symphonie pour y croire (Nirvana Prod, 2021)
- California Dreamin' (Nirvana Prod, 2021)

## Romans
- Crime pour l'Humanité (Édilivre), 2009
- Comment foutre vie en l'air en 10 leçons (Édilivre), 2018
- Comment rater sa vie de couple en 10 leçons, (Édilivre), 2018
- Les barbares (Le lys bleu), 2021

## Essais
- Le crime d'être père (La boite à Pandore), 2014
- On Chante à Paris, 2017
- Halte aux placements d'enfants abusifs (L'Harmattan), 2019
- Juridik Park (Édilivre), 2019
- Je voulais juste écrire des chansons (L'Harmattan), 2020
- Pourtant, c'était ma mère (City Editions), 2025